# 中和戏院
中和戏院，是位于北京市西城区粮食店街5号的一座戏院。

## 简介
中和戏院，旧称“中和园”，创建于清朝。中和园是二层砖木结构，建筑面积1400多平方米，其中戏台坐西朝东，高15米，宽13米，深9米，台口高1米，宽6米，台唇为半圆形。上场门、下场门分别悬挂着“出将”、“入相”匾额。中和园内有1000余个座位。该戏院与长安大戏院、吉祥戏院、广和楼等都是京城知名的戏院。当年，谭鑫培、杨小楼、余叔岩、梅兰芳、尚小云、程砚秋、荀慧生、马连良、谭富英、张君秋、裘盛戎、赵燕侠等艺术家都曾在中和戏院演出。
据说清朝乾隆五十五年（1790年），四大徽班进京，首先在中和园、正乙祠戏楼、广德楼戏园演出。另有说法称，中和园创建于清朝道光年间。清朝同治、光绪年间，京剧名家谭鑫培、王瑶卿、王长林曾在中和园合演《打渔杀家》，时人称为“珠联璧合之绝唱”。中华民国初年，坤伶刘喜奎、金钢钻、小香水在这里演出河北梆子。梅兰芳新排演的《凤还巢》于1928年在中和园首演。中和园曾经是程砚秋、俞振飞、王少楼、哈宝山等人的固定演出场所。1938年尚小云创建“荣春社”以后，也长期在此演出。
据传说，1931年9月18日晚，梅兰芳在此演出《宇宙锋》，张学良出席观看，戏演到半截，副官来到张学良耳边低语，张学良神色紧张，随即匆忙退席。当时梅兰芳察觉到台下观众忽然走掉一片，不明其原因，次日看报纸才得知是因为9月18日夜里日军进攻沈阳北大营，发生九一八事变。
1940年代，中和园除了演出，曾放映过电影。1949年，中和园更名为“中和戏院”。戏曲团体大多以中和戏院作为演出场所。1951年，新戏曲研究会成立，会址也设在中和戏院。京剧演员谭富英、杨宝森、李万春，河北梆子演员李桂云，评剧演员小白玉霜等人都定期在中和戏院演出。李万春的首都实验京剧团长期在此演出。当时除了演戏，附近街道还常借该戏院搞各种活动，从戏院中经常传出革命歌曲。1951年，中和戏院改为国营，1961年因故停业。后来，该戏院变成了剧团仓库。
1979年中和戏院重修改建之后，改归北京京剧院。马连良、谭富英、张君秋、裘盛戎等人曾在这里演出《群英会》、《十老安刘》、《赵氏孤儿》等京剧剧目。中和戏院原来隶属于北京京剧院，后来归北京市文化局直接领导，但人事、劳资等关系仍然均在北京京剧院。
中和戏院恢复演出后，经营每况愈下。后来，中和戏院改放录像，开办电子游戏及台球厅。
2009年，中和戏院启动前期修缮设计工作，计划2010年左右可对外开放演出。修缮后的中和戏院初步规划有两个小剧场，将演出京剧、曲艺等传统艺术。 但是，修缮工程迟迟未能启动。2012年时，中和戏院外已搭起了脚手架，准备重修。